# 롯데캐슬 드메르
롯데캐슬 드메르(영어: Lotte Castle De MER)는 부산광역시 동구 초량동 부산항 북항 재개발 D-3블럭에 개발중인 생활숙박시설 단지다. 높이는 213m이며 층수는 지상 59층, 지하 5층이다. 2021년에 착공하여 2026년 3월에 완공 예정이다.

## 역사
간척이 다 진행된 2016년 1월 개발할 수 있다. 부산항만공사가 2018년 부산항 북항 재개발 단지 D-3블록 토지 공급 대상자 선정했다. 한국투자증권은 이 블록에 사업비 6500억원을 투입하고 지상 72층, 지하 5층으로 구성될 예정인 메리어트 호텔을 지을 계획이 있었다. 2020년 롯데건설이 생활숙박시설인 롯데캐슬 드메르를 짓는다고 한다. 2021년에 분양한다고 한다. 이후 착공하여 2026년 3월에 완공될 예정이다.

## 높이
층수는 지상 59층이고 최고 높이는 213m이다. 완공 시 협성 마리나 G7(61층, 199m)을 제치고 부산광역시 동구에서 가장 높은 생활형 숙박시설 건물이 된다. 층수는 협성 마리나 G7(61층, 199m)보다 낮다. 2011년까지 부산에서 가장 높았던 해운대 더샵 센텀스타(61층, 212m)보다 1m 높다. 그러나 층수는 낮다.

## 특징
롯데캐슬 드메르는 부산항 북항 재개발 단지에 들어갈 예정이었던 레지던스 호텔이다. 올라가면 롯데캐슬 간판을 설치할 예정이다. 총 1,221실으로 구성될 예정이다. 커뮤니티에는 스카이 힐링웨이, 웰컴 플라자, 스카이 플라자, 네이처 플라자, 드메르 풀, 스카이 피트니스, 북카페, 비즈니스라운지, 드메르 다이닝이 들어설 예정이다.

## 내부 시설

### A동
| 층수                | 시설                                    |
| ------------------- | --------------------------------------- |
| 53층 ~ 59층         | 생활숙박시설, PIT                       |
| 52층                | 생활숙박시설, OPEN                      |
| 51층                | 생활숙박시설, 커뮤니티                  |
| 50층                | 생활숙박시설, PIT                       |
| 49층                | PIT                                     |
| 48층                | 피난안전구역                            |
| 20층 ~ 47층         | 생활숙박시설                            |
| 19층                | 피난안전구역                            |
| 5층 ~ 18층          | 생활숙박시설                            |
| 4층                 | 생활숙박시설, OPEN                      |
| 3층                 | 생활숙박시설, 비즈니스라운지, 식당/카페 |
| 2층                 | 에비뉴                                  |
| 1층                 | 로비, 에비뉴                            |
| 지하 5층 ~ 지하 1층 | 지하주차장                              |

### B동
| 층수                | 시설                                                           |
| ------------------- | -------------------------------------------------------------- |
| 53층 ~ 59층         | 생활숙박시설                                                   |
| 52층                | OPEN                                                           |
| 51층                | 드메르 풀, 드메르 라운지, 북카페, 스카이 골프, 스카이 피트니스 |
| 49층 ~ 50층         | PIT                                                            |
| 48층                | 피난안전구역                                                   |
| 20층 ~ 47층         | 생활숙박시설                                                   |
| 19층                | 피난안전구역                                                   |
| 5층 ~ 18층          | 생활숙박시설                                                   |
| 4층                 | 생활숙박시설, OPEN                                             |
| 3층                 | 생활숙박시설, 식당/카페                                        |
| 2층                 | 에비뉴                                                         |
| 1층                 | 로비, 에비뉴                                                   |
| 지하 5층 ~ 지하 1층 | 지하주차장                                                     |

## 같이 보기
- 부산항
- 북항 재개발
- 대한민국의 호텔 목록
- 대한민국의 마천루 목록
- 부산광역시의 마천루 목록